# فرانكي سانفورد
فرانكي سانفورد (بالإنجليزية: Frankie Sandford)‏ هي مغنيه بوب بريطانية (ولدت في 14 يناير 1989) عضو في فرقة: the Saturdays وهي: فرقة بريطانية- ايرلندية " تتألف من 5 أعضاء (بنات) انشئت سنة 2008 وحصلت الفرقة على المرتبة 4 في عام 2011 لافضل فرقة في بريطانية.

## حياتها
مخطوبه من لاعب كرة القدم واين بريدج وحامل منه ويتحضران للزواج وهي تعتبر الأكثر شعبيه في الفرقة بسبب كثرة متابعينها في تويتر البالغين أكثر من مليون ومئة الف وفي الفيس بوك عدد اصدقائها بالغ أكثر من مئتين الف
انسحابها: انسحبت من الفرقة فتره بسبب مرض الكآبة ولاكنها عادت مرة أخرى.

## روابط خارجية
- فرانكي سانفورد على موقع IMDb (الإنجليزية)
- فرانكي سانفورد على موقع ميتاكريتيك (الإنجليزية)
- فرانكي سانفورد على موقع ميوزك برينز (الإنجليزية)
- فرانكي سانفورد على موقع أول ميوزيك (الإنجليزية)
- فرانكي سانفورد على موقع ديسكوغز (الإنجليزية)
- فرانكي سانفورد على موقع قاعدة بيانات الفيلم (الإنجليزية)
- فرانكي سانفورد على موقع كينوبويسك (الروسية)